# El ornitólogo
El ornitólogo (título original en portugués: O Ornitólogo) es una película dramática de 2016 dirigida por João Pedro Rodrigues. Fue estrenada en 2016.
La película está protagonizada por Paul Hamy en el papel de Fernando, un ornitólogo que estudia las cigüeñas negras en Portugal, que se ve envuelto en una serie de incidentes paralelos a la vida de san Antonio de Padua.
Fernando está en plena naturaleza, acampado en la orilla de un río, observando aves en Portugal. Se sube a su kayak amarillo para observar todo tipo de aves. Está tan concentrado mirando a través de sus prismáticos que su kayak es arrastrado por los rápidos y vuelca.
Dos mujeres chinas, Fei y Lin, van de excursión por el bosque y encuentran el cadáver de Fernando. Una tiene miedo y la otra se ve en el deber de intentar ayudar. Reaniman a Fernando. Él habla portugués y las chinas no, pero el inglés les permite comunicarse. Les explica que están perdidos y lejos de su ruta. Las mujeres temen a los espíritus del bosque y él parece no ser creyente. Las mujeres atan al hombre con cuerdas a un árbol. Ignoran sus súplicas y promesas de ayuda. Durante la noche se libera y sube a lo alto de un acantilado para ponerse a salvo. Su teléfono no funciona.
Tras una extraña noche de luna llena con hombres de la tribu bailando alrededor de una hoguera y la matanza ritual de un jabalí, Fernando encuentra a Jesús. Jesús es un pastor de cabras sordo y mudo. Ambos desconfían del otro, pero después de que Jesús se bañe desnudo, Fernando se une a él. Jesús comparte su comida, toman el sol y Fernando le enseña a Jesús cómo funcionan sus prismáticos. Hacen el amor. Jesús utiliza su silbato y su perro para reunir a sus cabras. Fernando ve que Jesús tiene su sudadera y se enfada. Jesús saca su cuchillo y los dos hombres se pelean. Fernando apuñala y mata a Jesús.
Fernando continúa su viaje encontrando un manzano y huevos de pájaro para alimentarse. Encuentra una antigua abadía abandonada con estatuas de santos y ángeles. Habla con unos peces koi en un estanque y se pregunta si sobrevivieron a la inundación y quién los alimenta. Escucha el sonido de un cuerno y ve a tres mujeres en topless a caballo cazando con sus perros. Hay alces y ciervos en el bosque. La mujer dispara a un alce que desaparece y Fernando parece herido de bala. Ella le pregunta si está bien. Le ofrecen comida y ayuda. ¿Se ha perdido? Después de asegurarles que está bien, se van.Las experiencias surrealistas continúan con una paloma blanca que le observa. Se encuentra con un cadáver y le devuelve la vida. Murió anoche bailando con sus amigos. ¿Quién eres y estoy muerto? Le dice que es Antonio. El hombre ahora vivo le dice que es Tomás. Algunas cosas no se pueden entender, pero sólo creer. Un espíritu arde dentro de nosotros. ¿Debo creer una mentira? Sé que estoy muerto. Anthony responde que es sólo una mentira para ti. Nunca has muerto. Tienes el silbato y el cuchillo de mi hermano. ¿Mataste a Jesús? Soy un hombre nuevo y estoy aquí para corregir un error. Tomás rebana el cuello de Fernando.
Se oye el claxon de un camión y se ve el letrero de la ciudad de Padua. Jesús y Antonio entran en la ciudad y, al otro lado de la carretera, las dos chinas saludan amistosamente con la mano.

## Reparto
- Paul Hamy como Fernando
- Xelo Cagiao como Jesús / Tomás (el hermano de Jesús)
- João Pedro Rodrigues como Anthony
- Han Wen como Fei
- Chan Suan como Lin
- Juliane Elting como Cazadora rubia
- Flora Bulcão como Cazadora 1
- Isabelle Puntel como Cazadora 2
- Alexandre Alverca, André Freitas, David Silva Pereira, Gil Mendes Da Silva, Miguel Ângelo Marujo, Nuno Santos, Ricardo Jorge como caretos